# آمادو پوویا
آمادو پوویا (اسپانیایی: Amado Povea‎؛ زادهٔ ۳۰ آوریل ۱۹۵۵) بازیکن فوتبال اهل کوبا بود.
از باشگاه‌هایی که در آن بازی کرده است می‌توان به باشگاه فوتبال پینار دل ریو اشاره کرد.
وی همچنین در تیم ملی فوتبال کوبا بازی کرده است.